# Parque Nacional de Nairóbi

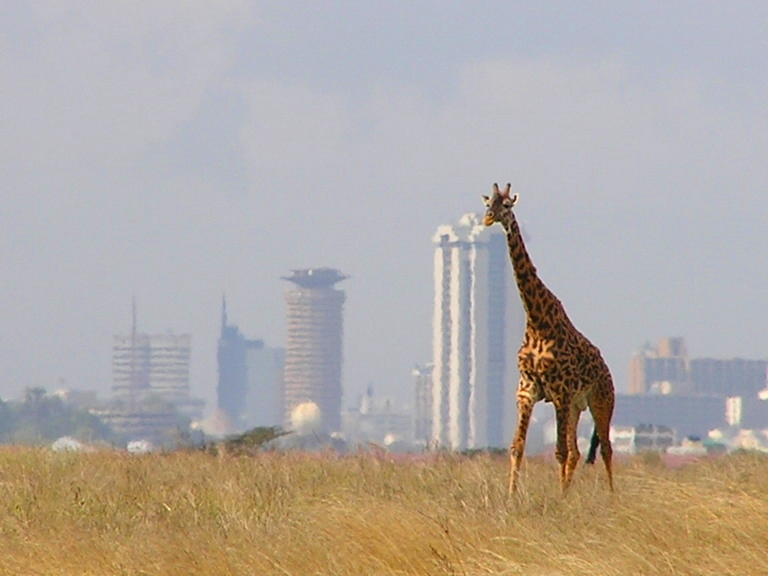
Girafa no Parque Nacional de Nairóbi

Parque Nacional de Nairóbi é um parque nacional no Quênia. Estabelecido em 1946, o parque foi o primeiro do país. Ele está localizado a aproximadamente 7 km ao sul do centro de Nairóbi, capital do Quênia, com uma cerca elétrica que separa a vida selvagem do parque a partir da metrópole. Os arranha-céus de Nairóbi podem ser vistos a partir do parque. A proximidade dos ambientes urbanos e naturais tem causado conflitos entre os animais e os habitantes locais e ameaça as rotas de migração dos animais.
Ainda assim, apesar de sua proximidade com a civilização e a dimensão relativamente pequena para um parque nacional africano, o Parque Nacional de Nairóbi possui uma grande e variada população dos animais selvagens. Herbívoros se reúnem no parque durante a estação seca e o local é um dos santuários de rinocerontes mais bem sucedidos do país.